# Pasquale Panella

## Biografía
Pasquale Panella (nacido el 12 de enero de 1950) es un letrista, dramaturgo, poeta y novelista italiano. En ocasiones ha utilizado los seudónimos Duchesca y Vanera.

### Vida y carrera
Nacido en Roma, Panella se graduó en el Istituto Magistrale antes de iniciar su trayectoria como autor y actor en el teatro de vanguardia. En 1976, comenzó a colaborar como letrista con Enzo Carella, escribiendo la letra de la canción Barbara, que obtuvo el segundo lugar en el 29.º Festival de Sanremo. 

En 1983, Lucio Battisti le encargó la escritura de las letras para el álbum de Adriano Pappalardo Oh! Era Ora, producido por Battisti. A partir del álbum Don Giovanni (1986), Panella se convirtió en el letrista de los siguientes discos de Battisti.  Durante la segunda mitad de los años 80, inició una fructífera colaboración con Amedeo Minghi, en algunos casos sin crédito. También trabajó con Zucchero Fornaciari, Mina, Mango, Premiata Forneria Marconi, Gianni Morandi, Angelo Branduardi, Marcella Bella, Anna Oxa, Mietta, Sergio Cammariere y Mino Reitano. 
Además, colaboró con Riccardo Cocciante escribiendo las letras de las versiones italianas de los musicales Notre-Dame de Paris y Giulietta e Romeo. 
Panella ha desarrollado una destacada carrera como escritor, caracterizada por un estilo poético y experimental. Sus obras exploran el poder evocador del lenguaje y desafían las estructuras narrativas tradicionales. En libros como Naso y Poema bianco, utiliza juegos de palabras refinados y una sensibilidad única hacia la escritura, transformándola en un flujo continuo de imágenes y significados. Su estilo, a veces hermético y otras veces irónico, crea un universo textual que difumina las fronteras entre poesía y prosa, ofreciendo al lector una experiencia inmersiva y original.  

## Obras literarias

### Novelas y relatos
- La corazzata, Roma, Minimum Fax, 1997. ISBN 88-86568-29-0.
- Oggetto d'amore, Roma, Minimum Fax, 1998. ISBN 88-86568-52-5.
- Il Voce, Roma, SPedizioni, 2020. ISBN 979-12-80095-01-5.
- La Terza Palla, Roma, SPedizioni, 2020. ISBN 979-12-80095-05-3.
- Primo Foglio, Roma, SPedizioni, 2021. ISBN 979-12-80095-09-1.
- Segundo Foglio, Roma, SPedizioni, 2021. ISBN 979-12-80095-11-4.
- Tercero Foglio, Roma, SPedizioni, 2022. ISBN 979-12-80095-18-3.
- Cuarto Foglio, Roma, SPedizioni, 2022. ISBN 979-12-80095-20-6.
- Romanzo in corso, Roma, SPedizioni, 2024. ISBN 979-12-80095-43-5.

### Colecciones de poesía
- Stupido Terremoto, Roma, Librauser, 1997; Roma, SPedizioni, 2022.
- Poema bianco, Roma, IriEd, 2008; Torino, Miraggi Edizioni, 2017. ISBN 978-88-99815-54-7; Roma, SPedizioni, 2017. ISBN 978-88-941517-3-2.
- Naso, Roma, Fefè Editore, 2018. ISBN 978-88-94947021.
- Mistrà, Roma, SPedizioni, 2020. ISBN 978-88-941517-8-7.
- Mi chiamo Arianna, Roma, SPedizioni, 2021. ISBN 979-12-80095-14-5.
- Naso e più, Roma, SPedizioni, 2022. ISBN 979-12-80095-16-9.